# عزلة أنامر أعلى (إب)

تعديل مصدري - تعديل

عزلة أنامر أعلى هي إحدى عزل مديرية جبلة في محافظة إب اليمنية ويبلغ تعداد سكانها 6519 نسمة حسب التعداد السكاني في اليمن لعام 2004.

## روابط خارجية
- الجهاز المركزي للإحصاء بالجمهورية اليمنية
- المركز الوطني للمعلومات باليمن
- الدليل الشامل